# Верхнегниловский
Верхнегниловский — исчезнувший хутор в Городищенском районе Волгоградской области России. Хутор располагался при озере Гнилом, севернее хутора Донской (до 1962 года — Нижнегниловский).

## История
Предположительно основан в начале XIX века. Согласно Списку населённых мест Земли Войска Донского в 1859 году хутор относился ко Второму Донскому округу. На хуторе проживало 169 душ мужского и 177 женского пола.
Согласно алфавитному списку населенных мест Области войска Донского 1915 года земельный надел хутора составлял 3000 десятин, проживало 227 душ мужского и 217 женского пола, имелось хуторское правление. Хутор обслуживало Качалинское почтовое отделение.
В 1921 году в составе Второго Донского округа включён в состав Царицынской губернии.
Дата упразднения не установлена. Согласно примечанию к списку сельских советов и населенных пунктов на 15 мая 1952 года, представленным Исполнительным комитетом Иловлинского районного Совета депутатов трудящихся в оргинструкторский отдел Исполнительного комитета Сталинградского областного Совета депутатов трудящихся, хутор Верхне — Гниловский самоликвидировался, так как жители переселились в другие населенные пункты.

## Население
Динамика численности населения по годам:
| 1859 | 1873 | 1897 | 1915 |
| ---- | ---- | ---- | ---- |
| 346  | 339  | 457  | 444  |